# Czarny Potok (Queis)
Der Czarny Potok (deutsch Schwarzbach) ist ein linker Nebenfluss der Queis (polnisch: Kwisa) im polnischen Isergebirge.

## Verlauf
Der Czarny Potok entspringt an den östlichen Hängen der Tafelfichte im Hohen Iserkamm. Er fließt nach Norden, wo er ein tiefes Tal in die Hänge des Stóg Izerski, des Opaleniec und der Czerniawska Kopa gräbt. Entlang seines Oberlaufs führt ein grün markierter Wanderweg. Oberhalb von Czerniawa-Zdrój bildet er einige Kaskaden und Stromschnellen. In diesem Abschnitt erscheint er als typischer Gebirgsfluss mit starker Strömung in einem steindurchsetzten Flussbett. Er nimmt zahlreiche Nebenbäche auf. Kurz vor Czerniawa-Zdrój mündet sein größter Nebenfluss, die Graniczna, die im Oberlauf die polnisch-tschechische Grenze bildet, in den Czarny Potok. In Czerniawa-Zdrój befindet sich eine kleine Höhle an seinem Ufer. Unterhalb von Czerniawa-Zdrój verlässt der Fluss das Isergebirge und fließt durch das Friedeberger Becken. Hinter Mirsk mündet der Fluss in die Queis.